# Carlo Innocenzo Frugoni

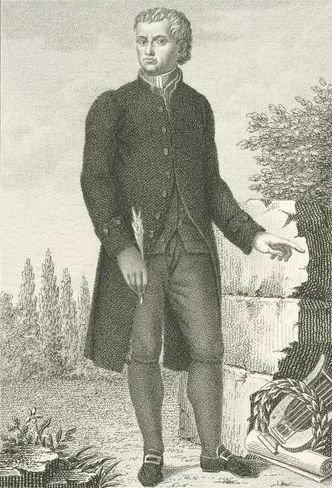
Carlo Innocenzo Frugoni.

Carlo Innocenzo Frugoni, född 21 november 1692 i Genua, död 20 december 1768 i Parma, var en italiensk poet.
Frugoni tvingades av familjehänsyn inträda i en religiös orden. Han verkade 1716–1724 som professor i retorik vid universiteten i Brescia, Genua, Bologna och Modena. Frugoni kallades därefter till Parma av Antonio Farnese, som utnämnde honom till hovskald. Frugoni var sin generations mest beundrade tillfällighetspoet; med osviklig elegans, fantasi och fyndighet briljerade han i en genre som av samtiden var lika överskattad som den senare, på grund av sitt främst formella värde, blev djupt föraktad. Frugonis skrifter utgavs i 15 band 1779–1780. 